# Emma de Caunes
Emma de Caunes (ejtsd:Emma dö Kón) (Párizs, 1976. szeptember 9. –) César-díjas francia színésznő. 
Legismertebb szerepe Sabine a Mr. Bean nyaral című filmben.

## Élete és pályafutása
De Caunes Párizsban született, színész-rendező Antoine de Caunes és a tervező Gaëlle Royer lányaként. Felesége volt az énekes Sinclairnek (valódi neve: Mathieu Blanc-Francard), akitől 2002 októberében lánya született, Nina.
De Caunes karrierje tízévesen kezdődött, amikor szerepet kapott keresztanyja Michèle Reiser egyik filmjében, egy kisfiú Arvin nevű barátját játszotta. 1995-ben érettségizett.
Mielőtt megkapta volna élete első nagy filmes szerepét Sylvie Verheyde, Un Frère című filmjében különböző reklámokban szerepelt. Ezzel az alakításával 1998-ban elnyerte a legígéretesebb fiatal színésznőnek járó César-díjat, és az 1997-es párizsi filmfesztiválon, és jelölték a legjobb színésznő kategóriában a Acteurs à l'Écran díjra.
A Mr. Bean nyaral című vígjátékban főszerepet kapott, ő alakította Mr. Bean szerelmét.

## Filmjei
| Év   | Cím                                     | Eredeti cím                                                    | Szerep           |
| ---- | --------------------------------------- | -------------------------------------------------------------- | ---------------- |
| 2008 |                                         | Le Bruit des gens autour de Diastème                           | Maud             |
| 2008 |                                         | Coluche, l'histoire d'un mec d'Antoine de Caunes               | nővér            |
| 2008 |                                         | Rien dans les poches de Marion Vernoux                         | Marie Manikowski |
| 2007 |                                         | Days of Darkness (The Age of Ignorance)                        |                  |
| 2007 | Szkafander és pillangó                  | Le scaphandre et le papillon The Diving Bell and the Butterfly | Eugénie          |
| 2007 | Mr. Bean nyaral                         | Mr. Bean's Holiday                                             | Sabine           |
| 2006 | Az álom tudománya                       | The Science of Sleep                                           | Zoé              |
| 2005 |                                         | Short Order                                                    |                  |
| 2005 |                                         | Kaamelott (2 epizód)                                           |                  |
| 2004 | Anyámat!                                | Ma mère                                                        | Hansi            |
| 2003 |                                         | Beyond Good & Evil                                             | hang             |
| 2002 | Asterix és Obelix: A Kleopátra-küldetés | Asterix & Obelix: Mission Cleopatra                            | Cézár titkárnője |
| 2002 |                                         | Lovers of the Nile                                             |                  |
| 2002 |                                         | Les Amants du Nil                                              | Anne Frendo      |
| 2000 |                                         | Princesses                                                     |                  |
| 2000 |                                         | Unleaded                                                       |                  |
| 2000 |                                         | Pretend I'm Not Here                                           |                  |
| 2000 |                                         | Le nombril de l'Univers                                        | rendező, író     |
| 1999 |                                         | Milestones                                                     |                  |
| 1999 |                                         | Mondialito                                                     |                  |
| 1999 |                                         | Restons groupés                                                |                  |
| 1998 |                                         | La voie est libre                                              |                  |
| 1998 |                                         | 3 petits points la lune                                        |                  |
| 1998 |                                         | Beaucoup trop loin                                             |                  |
| 1997 |                                         | Un frère Brother                                               |                  |
| 1997 |                                         | Along the Freeway                                              |                  |
| 1996 |                                         | Velvet 99                                                      |                  |
| 1996 |                                         | L'échappée belle                                               |                  |
| 1996 |                                         | Vladimir de trop                                               |                  |

## Fordítás
- Ez a szócikk részben vagy egészben  az   Emma de Caunes című angol Wikipédia-szócikk fordításán alapul.  Az eredeti cikk szerkesztőit annak laptörténete sorolja fel. Ez a jelzés csupán a megfogalmazás eredetét és a szerzői jogokat jelzi, nem szolgál a cikkben szereplő információk forrásmegjelöléseként.